# Social Science Computer Review
Social Science Computer Review és una revista acadèmica avaluada per experts que tracta l'ús dels ordinadors en l'àmbit de les ciències socials, incloent-hi la intel·ligència artificial, les simulacions d'ordinador i el modelatge electrònic. Els seus primers editors en cap foren G. Garson (Universitat Estatal de Carolina del Nord) i Ronald Anderson (Universitat de Minnesota). Stephen M. Lyon (Universitat Aga Khan) en fou nomenat editor en cap el 2020. Fou creat el 1983 i és publicat per SAGE Publishing en col·laboració amb la Social Science Computing Association.

## Resums i indexació
La revista penja els seus resums i és indexada a Scopus i el Social Sciences Citation Index. Segons Journal Citation Reports, el 2017 tenia un índex d'impacte de 3,253, cosa que el situava en 20a posició d'entre 105 revistes en la categoria d'«Informàtica, aplicacions interdisciplinàries», 2a posició d'entre 98 revistes en la categoria de «Ciències Socials, Interdisciplinàries» i 14a posició d'entre 88 revistes en la categoria de «Ciències de la Informació i Biblioteconomia».